# Кон, Авраам
Авраам Кон (Abraham Kohn, ивр. אברהם כהן‎, 1 января 1807, Залужаны, Богемия — 7 сентября 1848, Лемберг, Галиция) — первый реформистский главный раввин Львова (Лемберга). Согласно многим свидетельствам того времени, причиной его смерти было отравление фанатиками-ортодоксами.
В 1828 году он поступил в Пражский университет, где изучал философию. Часть времени он также уделял изучению раввинских дисциплин. В июле 1833 года, он был назначен раввином города Хоэнемс, где он жил одиннадцать лет. Кроме создания нескольких благотворительных обществ, он принимал участие в модернизации школ для молодёжи, и внёс некоторые реформы в синагогальную службу. Богослужение по прежнему проходило на иврите, но проповедь и молитва за главу государства читалась на немецком языке. В мае 1844 года он согласился стать раввином города Львов (Лемберг). В Лемберге в течение сравнительно короткого времени он открыл школу «Нормалшуле», где он был директором, и начал строить новую реформистскую синагогу. Раввин Кон выступал против налога на кошерное мясо и субботние свечи, налагавшегося правительством. В результате его деятельности эти налоги были аннулированы.

## Упоминания в литературе
В книге Rabbinischer Humor aus alter und neuer Zeit (Frankfurt am Main, 1915) приводится следующий отрывок: "Первым «дайчем» (немец — так называли в Польше образованных) в Лемберге был некий Кон, был он благочестив и большой знаток языков. По субботам к нему посылали детей на экзамен. В недельной главе Торы «Шемини» один ребёнок перевёл слово «шолох» (пеликан) как «дер мешугене фиш» (чокнутая рыба). Кон велел позвать меламеда (учителя) и между ними состоялся следующий диалог: «Почему же „шолох“ чокнутая рыба?» Меламед: «Таргум (перевод Онкелоса) делает (переводит) „шаленуна“. „Нуна“ значит рыба, „шалый“ значит (по-польски) „чокнутый“». Кон: «Если он рыба, почему же он упомянут среди нечистых птиц?» Меламед: «Потому что „из эс таке мешуге“ (он-таки чокнутый)»".

## Смерть
В то время, как более прогрессивная публика выступала за реформистского раввина, традиционная часть общины протестовала против изменений, внесённых раввином в ритуал. Кроме того, ортодоксальные богачи лишились откупа на сбор налогов на кошерное мясо и свечи. Раввину неоднократно угрожали, и он даже хотел уехать из города, но всё-таки решил остаться, потому что не верил, что евреи способны на убийство еврея. 6 сентября 1848 года, хасид Авраам Бер Пилпель, нанятый, согласно расследованию, ортодоксальными раввинами Лемберга, вошёл в кухню Кона и подсыпал мышьяка в суп. Он был арестован согласно свидетельству служанки раввина через несколько дней после убийства. В результате отравления Кон и его младшая дочь умерли на следующий день. Суд признал Пилпеля виновным и приговорил к длительному заключению. Обвинительный вердикт суда, тем не менее, был изменён после подачи апелляции.